# Schießplatz Hebertshausen

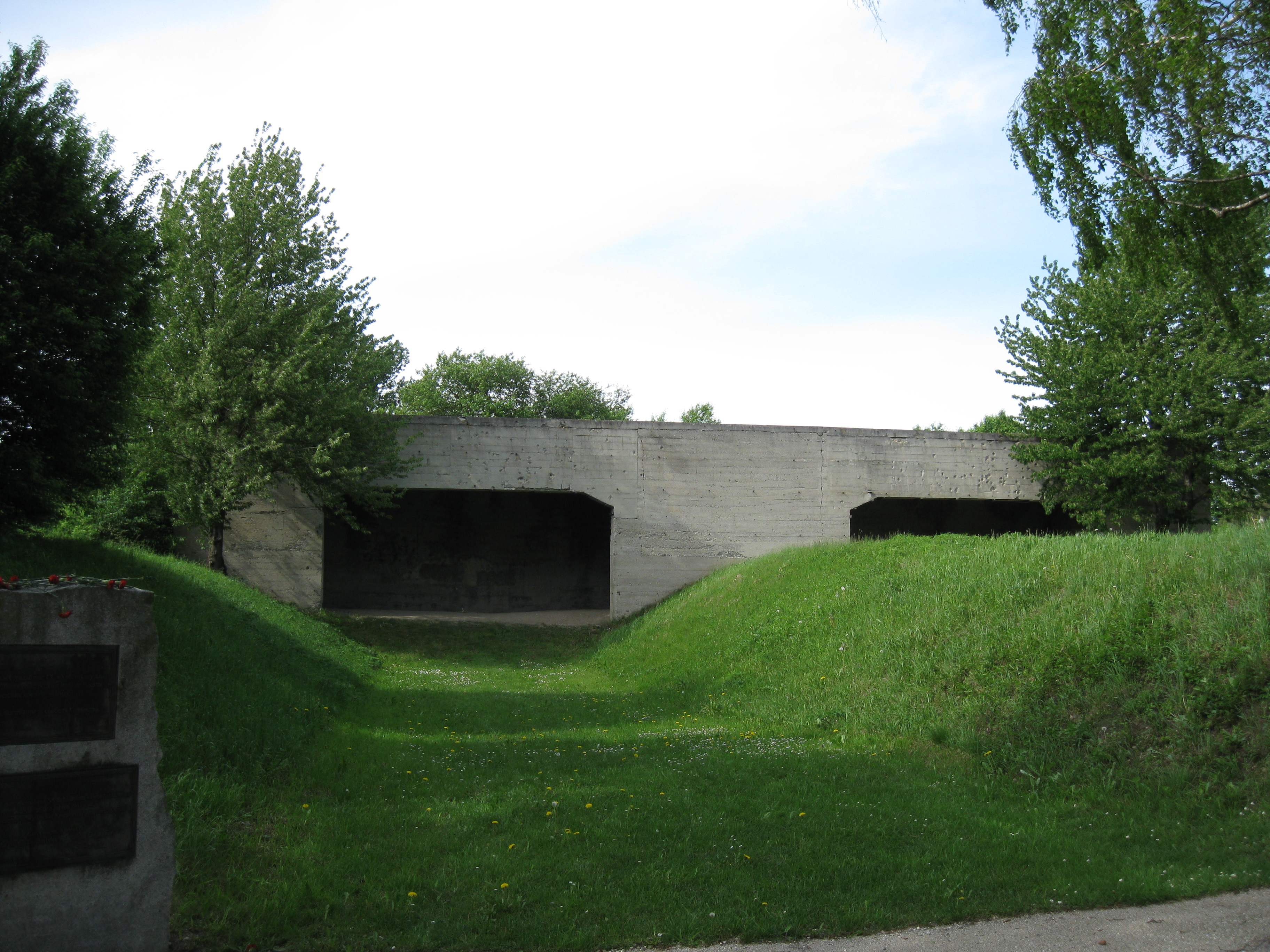
Schießplatz Hebertshausen

Der Schießplatz Hebertshausen wurde 1937/38 als Teil des Konzentrationslagers Dachau erbaut. In den Jahren 1941 und 1942 ermordete hier die SS mehr als 4000 sowjetische Kriegsgefangene. Es ist seit den 1960er Jahren eine Gedenkstätte für NS-Opfer.

## Geschichte

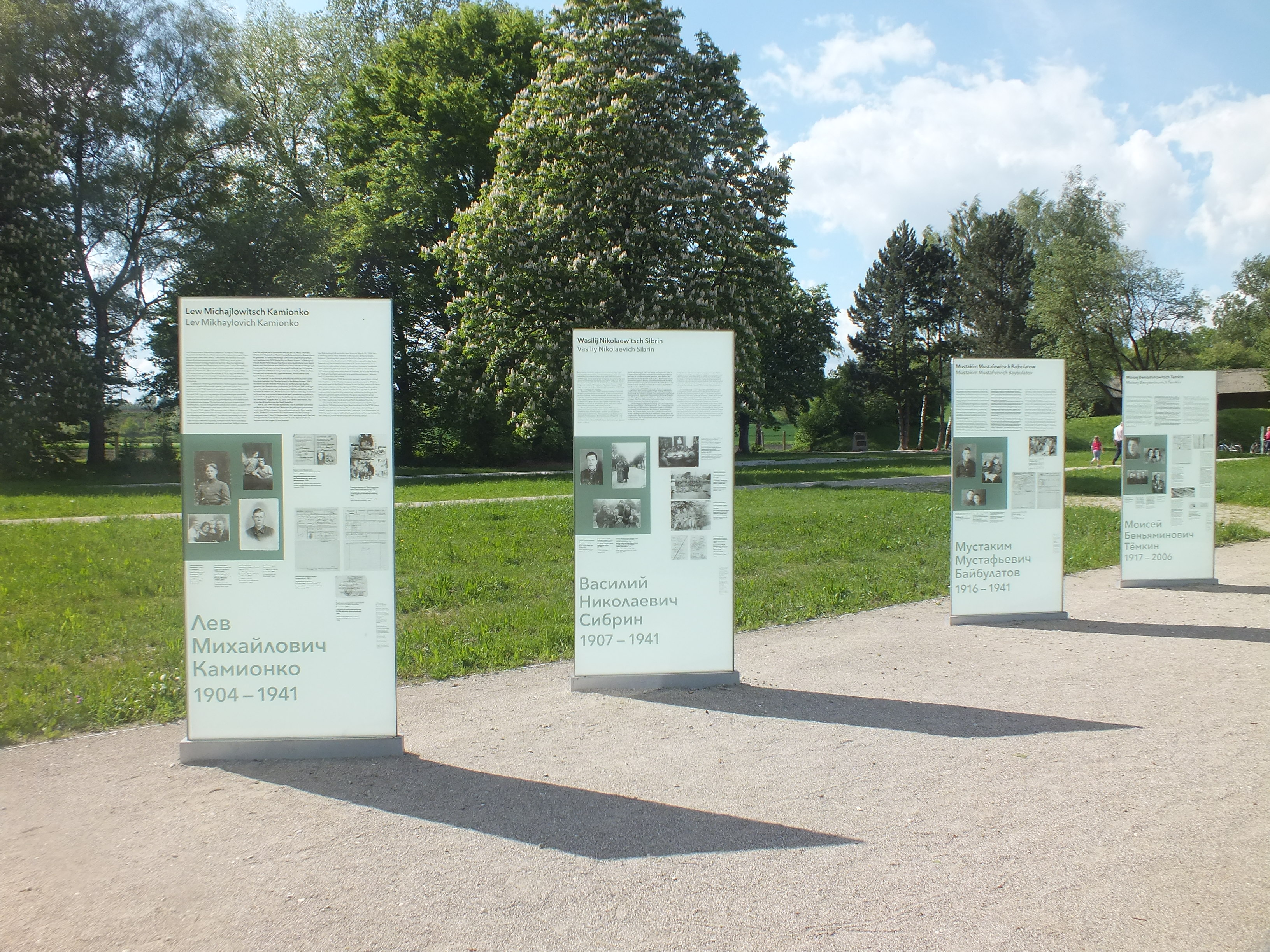
Gedenktafeln für vier Opfer

Der Schießplatz Hebertshausen wurde durch die SS in den Jahren 1937/38 errichtet. Er befindet sich am Südwest-Rand des Ortes Hebertshausen, nordöstlich der Stadt Dachau, und hat eine Fläche von insgesamt etwa 85.000 m². In den Jahren 1941 und 1942 wurden dort als Folge des Kommissarbefehls mehr als 4000 sowjetische Kriegsgefangene – hauptsächlich Offiziere, kommunistische Funktionäre und Juden – von der SS erschossen. Das Gelände wurde nach dem Krieg von den amerikanischen Truppen in Besitz genommen und weiter als Schießübungsplatz benutzt. In den fünfziger Jahren wurde das Gelände an den Freistaat Bayern übergeben und durch das Bayerische Finanzministerium verwaltet. Seit 1997 ist das Gelände in Obhut der Stiftung Bayerische Gedenkstätten. Am 2. Mai 2014 eröffnete die KZ-Gedenkstätte Dachau den neu gestalteten Gedenkort am ehemaligen „Schießplatz Hebertshausen“.

### Hintergründe
Der deutsche Krieg gegen die Sowjetunion hatte nach Generaloberst Halder unter anderem die „Vernichtung der bolschewistischen Kommissare und der kommunistischen Intelligenz“ zum Ziel. Um dieses Ziel zu erreichen, mussten die Kriegsgefangenen aus dem Kompetenzbereich der Wehrmacht – völkerrechtswidrig – in den der SS eingegliedert werden.
Die „Einsatzbefehle Nr. 8 und Nr. 9“ – sogenannte Kommissarbefehle – vom 17. bzw. 21. Juli 1941 von Heydrich für die Einsatzkommandos der Sicherheitspolizei und des Sicherheitsdienstes zeigen die Absicht der NS-Führung deutlich auf.
So heißt es im „Einsatzbefehl Nr. 8“, das Ziel sei die „politische Überprüfung aller Lagerinsassen (d.h. russische Kriegsgefangene) und weitere Behandlung. Es sind unter den Kriegsgefangenen alle bedeutenden Funktionäre des Staates und der Partei, insbesondere die Funktionäre der Komintern, alle maßgebenden Parteifunktionäre der KPdSU …, alle Volkskommissare …, alle ehemaligen Polit-Kommissare in der Roten Armee, … die führenden Persönlichkeiten des Wirtschaftslebens, die sowjetrussischen Intelligenzler, alle Juden, alle Personen die als Aufwiegler oder fanatische Kommunisten festgestellt werden, ausfindig zu machen.“
Hintergrund der Aussonderungen war die Angst, dass sowjetische Kriegsgefangene, die auf Reichsgebiet in Lagern gefangenen gehalten wurden, die deutsche Bevölkerung mit kommunistischen Gedankengut infiltrieren könnten.
Im „Einsatzbefehl Nr. 9“ wird deutlich, was nach der Aussonderung geschehen sollte. Er besagt unter anderem, dass Russen in Kriegsgefangenenlagern auf Reichsgebiet „unauffällig im nächsten Konzentrationslager“ exekutiert werden sollen.

### Massenerschießungen im KZ-Dachau

#### Erschießungen im Bunkerhof
Die Massenexekutionen begannen im August–September 1941, nachdem die „Aussonderung“ unter anderem durch die Stapostelle Regensburg in den Wochen vorher angelaufen war. Die „Aussonderung“ basierte auf dem Prinzip der Denunziation, der immer wieder durch Folter „nachgeholfen“ wurde. „Ausgesondert“ und in das KZ Dachau verbracht wurden sowjetische Kriegsgefangene aus den Kriegsgefangenenlagern Hammelburg in der Rhön (höhere Offiziere und Mannschaften), Nürnberg-Langwasser, Memmingen, Moosburg und aus dem Wehrkreis V (Stuttgart).
Die unregelmäßigen Transporte nach Dachau wurden von Gestapo-Männern begleitet. „Die russischen Kriegsgefangenen“, so der Leiter eines Einsatzkommandos, Paul Ohlers, „waren während des Transports mit Metall-Fesseln, je 2 Mann zusammengeschlossen. Die Transporte fanden meistens nachts im Winter 1941 / 42 statt und dauerten durchschnittlich 12-18 Stunden. Die Fahrzeuge waren nicht geheizt.“
Von dem Offizierslager wurden 1100 Offiziere nach Dachau gebracht, von den Mannschaftslagern in Hammelburg und Nürnberg-Langwasser etwa 2000 Personen. Von den aus den Gefangenenlagern nach Dachau „Ausgesonderten“ hat keiner überlebt. Ihre Namen durften nach Anweisung durch die SS-Führung im KZ Dachau nicht in die Lagerliste aufgenommen, sondern nur die Nummern ihrer Erkennungsmarken notiert werden. So sollte ihre Identifizierung für immer unmöglich gemacht werden. Um die Erschießungen geheim zu halten, wurden die im Wirtschaftsgebäude und sonst in der Nähe arbeitenden Häftlinge in die Baracken beordert. Die Toten wurden im Krematorium des KZs, teilweise auch im Münchner Krematorium verbrannt.

#### Erschießungen auf dem SS-Schießplatz bei Hebertshausen

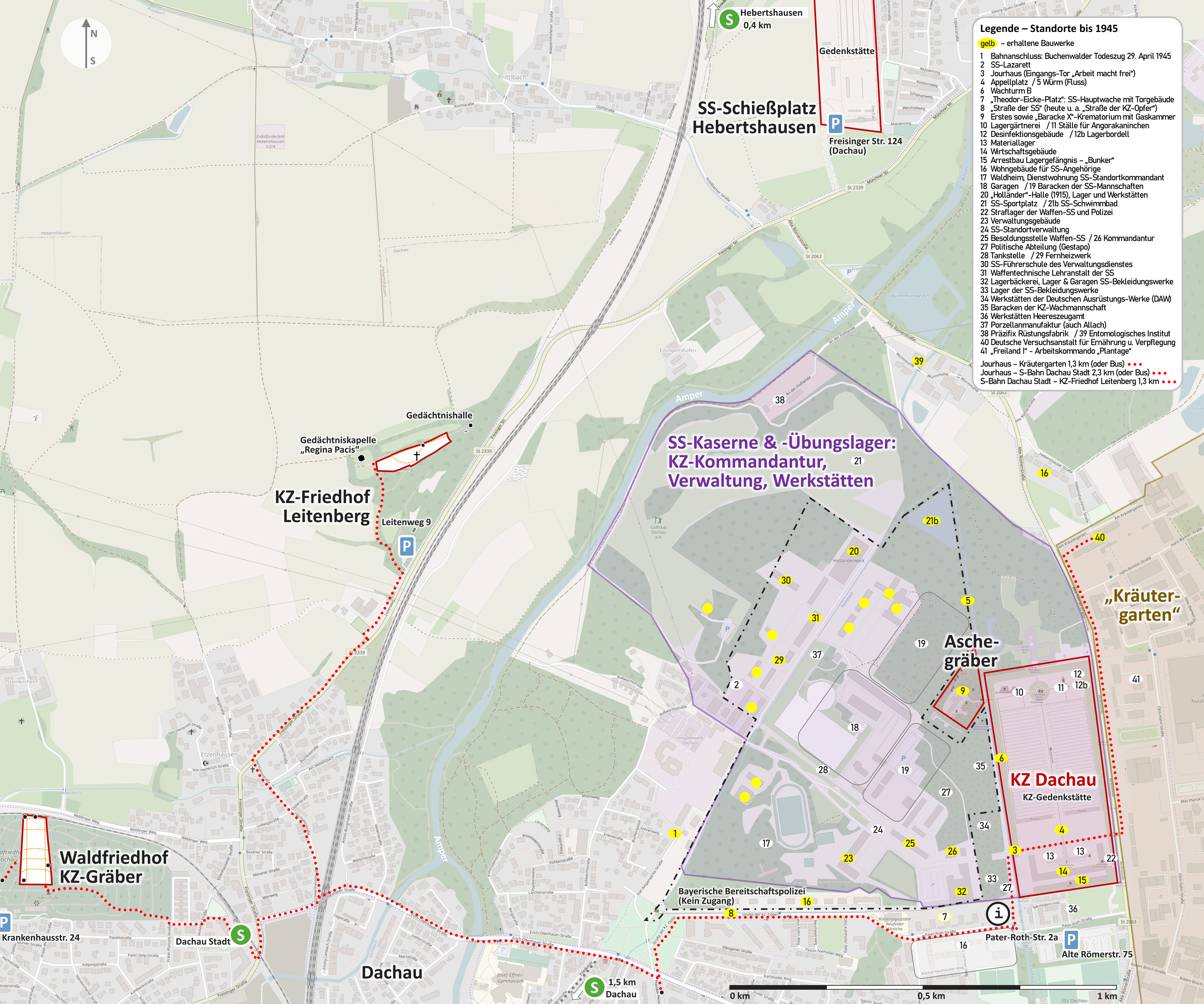
Lageplan – KZ Dachau mit Schießplatz Hebertshausen

Die SS sah die Geheimhaltung der Erschießungsaktionen innerhalb des KZ-Geländes nicht wirklich gewährleistet und verlegte die Exekutionen deshalb auf den Übungsschießplatz bei Hebertshausen, der ca. eineinhalb Kilometer vom KZ Dachau entfernt liegt. Die Erschießungen dauerten dort vom 4. September 1941 bis zum Mai–Juni 1942, sie wurden jedoch auch später in der Nähe des Krematoriums fortgesetzt. Es wurden insgesamt ca. 4000 sowjetische Kriegsgefangene erschossen, davon die Mehrzahl auf dem Schießplatz Hebertshausen.
Der eigentliche Ort der Massenerschießungen war der Pistolenschießstand. Er war von einem hohen Bretterzaun umgeben, um keine Beobachtungen von den umliegenden Feldern zu ermöglichen.
Den Vernehmungsaussagen des Augenzeugen Josef Thora nach wurde den Gefangenen vor der Erschießung mitgeteilt, dass sie gleich ermordet werden. Diese Mitteilung führte bei den Gefangenen zu unterschiedlichen Reaktionen. Einige zeigten praktische gar keine, „stand(en) also wie gelähmt dort, andere sträubten sich, fingen an zu weinen und zu schreien … daß sie Gegner des Bolschewismus seien, daß sie Mitglieder der russischen Kirche seien.“
Üblicherweise wird bei Exekutionen auf die Brust des Opfers gezielt; hier zielten die SS-Männer aber – zumindest bei einem Teil der Opfer – auf die Köpfe, was zu einer förmlichen „Explosion“ der Köpfe führte. Die Schädelreste stammen demnach ausschließlich von Exekutionen, bei denen von mehreren Schützen gleichzeitig gezielt auf den Kopf der Opfer geschossen wurde. Die infolge des gleichzeitigen Eintritts mehrerer Projektile im Gehirn sich überlagernden Druckwellen bewirkten ein regelrechtes Zerplatzen des Schädels. Schädelteile mit anhaftendem Gewebe wurden dabei vom Kopf abgerissen und fortgeschleudert. Diese Brutalität gleiche einer „Enthauptung“. Die auf diese Weise Getöteten verloren durch die Öffnung der Halsarterien in kürzester Zeit jeweils mehrere Liter Blut. Dies erklärt auch, warum beteiligten SS-Männern besondere Arbeitsanzüge, Schürzen und Handschuhe zur Verfügung standen. Für die Bewahrung der Leichen von Ermordeten war ein Schuppen am östlichen Rand des Schießplatzes errichtet worden. Der Schuppen diente zur Aufbewahrung der Särge, die zum Transport der Leichen ins Krematorium des Lagers und von dort wieder zurück benutzt wurden. Die anfänglich einfachen Holzsärge wurden später mit Zinkblech ausgekleidet, um das Auslaufen von Blut zu verhindern.
Man vermutet, dass sich die dreifache Anzahl von ausgegrabenen menschlichen Schädelteilen bis heute noch im Boden befindet. Die Funde schockierten und überraschten die Archäologen gleichzeitig. Auch der Kopf wäre mit den damals verwendeten Hochgeschwindigkeitsgeschossen nur durchschlagen worden, nicht aber zersplittert. Eine Untersuchung in der Anthropologischen Staatssammlung in München durch Olav Röhrer-Ertl zeigte dann, „dass zumindest bei einem Teil der Erschießungen mit nochmals gesteigerter Grausamkeit vorgegangen wurde.“

### Nebeneffekte der Erschießungen und Reaktionen

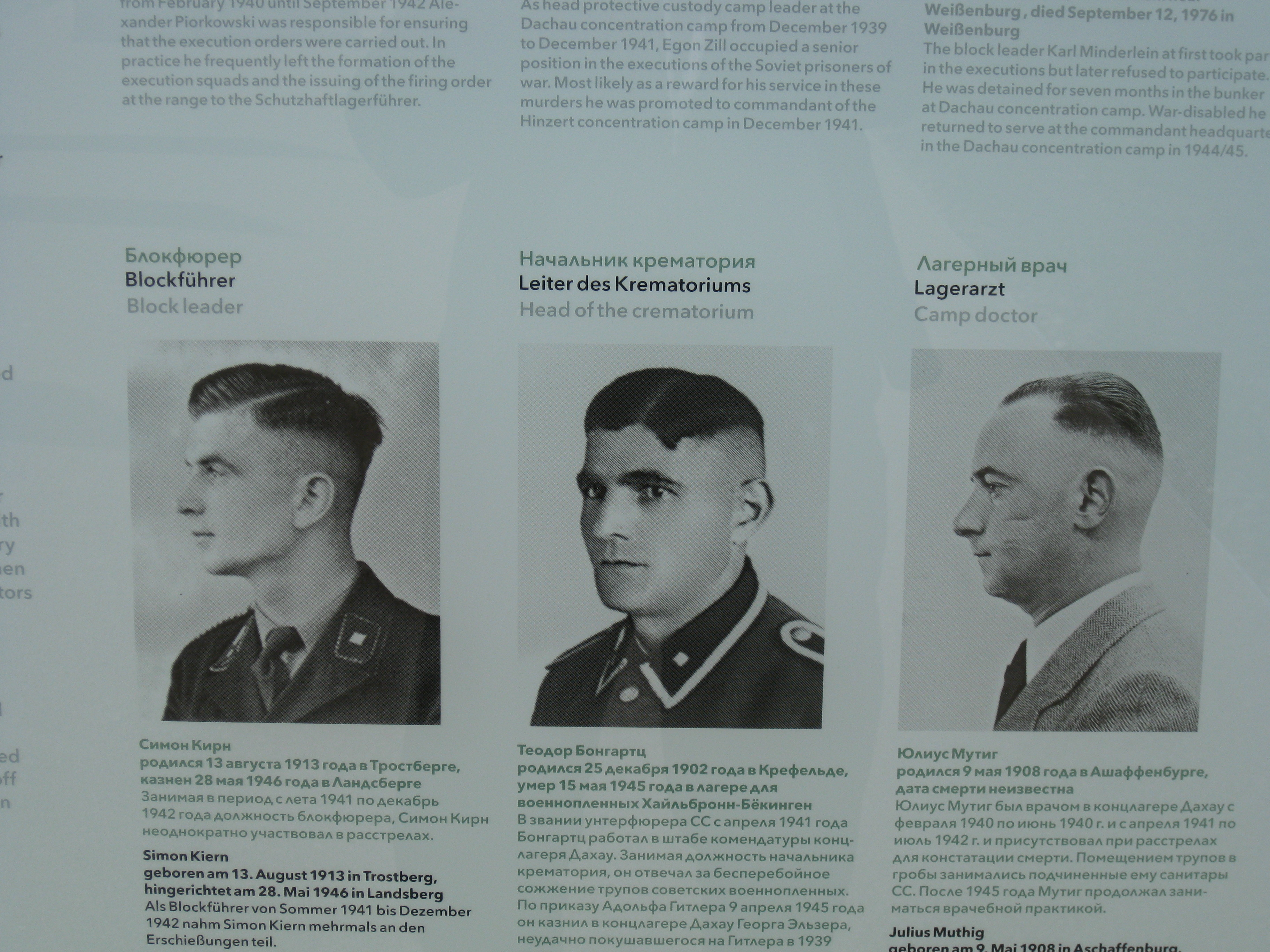
Hebertshausen Tafel 4

Die Erschießungen dienten einer Erziehung der SS-Leute zur Grausamkeit und im Grunde genommen bedeuteten sie „ein ungeheures Blutbad“. Durch die Kopfschüsse spritzte Blut und Hirnmasse meterweit umher und die Erschossenen verloren viel Blut. So sollten die SS-Leute „abgehärtet“ und an das Schlimmste gewöhnt werden. Sie sollten Bereitschaft entwickeln, auch härteste Befehle widerspruchslos auszuführen. Außerdem sollten sie durch Komplizenschaft an das Regime gebunden werden. Damit wurde eine „Gemeinschaft“ der Täter hergestellt.
Tatsächlich waren nach den Erschießungen etliche SS-Männer sehr bedrückt und psychisch stark belastet. Zur Erhöhung ihrer Motivation hat die SS-Führung „Belohnungen“ wie Sonderrationen Schnaps und Zigaretten, Brotzeit, dienstfreie Tage, Orden (Kriegsverdienstkreuz zweiter Klasse mit Schwertern), für besonders engagierte SS-Leute Erholungsurlaub in Italien ausgesetzt.
Nach den Erinnerungen eines Mannes, dessen Vater SS-Wachmann im KZ Dachau war, betrachtet der Sohn die Zugehörigkeit seines Vaters zur SS-Wachmannschaft, als völlig normalen Beruf, wie jeden anderen Beruf auch. Erst viele Jahre später sind ihm Zweifel an der Unschuld des Vaters und der Harmlosigkeit seines beruflichen Tuns gekommen. Bei einem Besuch der Gedenkstätte ehemaliger „SS-Schießplatz Hebertshausen“, las er auf einer Informationstafel, dass SS-Männer, die an Erschießungskommandos beteiligt waren, im Sommer 1942 zur „Belohnung“ nach Italien in den Urlaub fahren konnten. Interessanterweise gab er in einem Interviewgespräch an, er weiß nicht, es seien die Fotos da, wo sein Vater in Palermo und Neapel Urlaub gemacht habe.  Die Zweifel hat er dennoch wieder verdrängt. Er ist überzeugt davon, dass der Vater „nur“ wegen einer Ohrfeige, die er einem Häftling wegen eines wiederholten Verstoßes gegen die Lagerordnung verabreicht hatte, in den Dachauer Prozessen nach dem Krieg zu acht Jahren Haft verurteilt wurde. Das Urteil empfindet er als große Ungerechtigkeit.
Insgesamt waren unter den Tätern 190 Angehörige der Kommandantur und weitere Männer der Wachmannschaften der Lager-SS Dachau. Nach den Recherchen im 2020 erschienenen Buch waren einige SS-Männer stolz auf ihre Rolle beim Massenmord an sowjetischen Kriegsgefangenen. „Morgen haben wir wieder Schützenfest“, so hieß es für einen von ihnen. Kaum einer der Täter musste sich nach 1945 vor Gericht verantworten. Egon Zill, Schutzhaftlagerführer im Konzentrationslager, wurde 1955 zu lebenslänglicher Haft verurteilt, 1963 aber bereits entlassen.

## Registrierung der sowjetischen Kriegsgefangenen

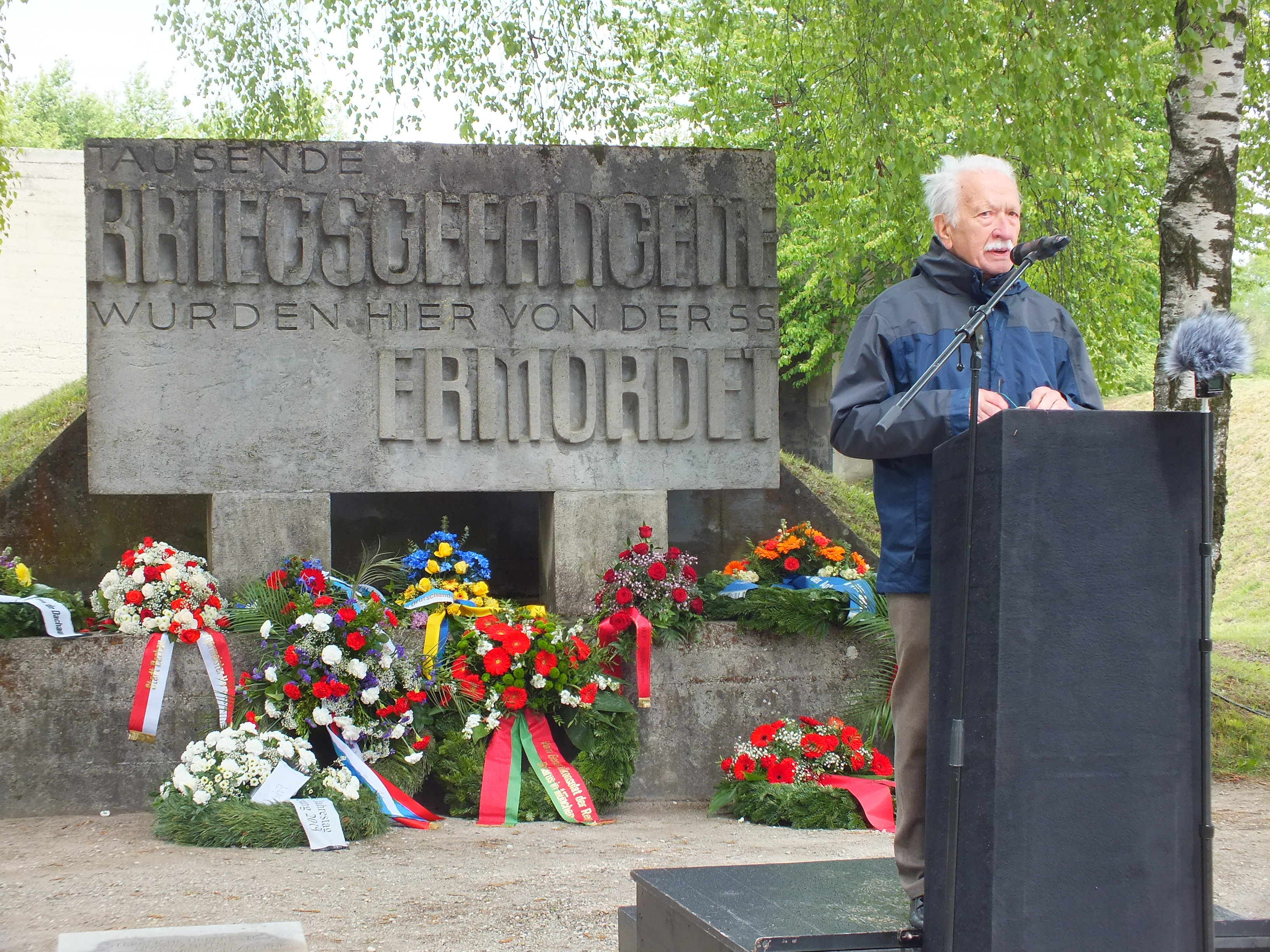
Zeitzeuge Ernst Grube am Gedenkort Hebertshausen, 2019

Bis auf wenige Ausnahmen sind sämtliche sowjetischen Kriegsgefangenen, zumindest soweit sie ins Deutsche Reich gebracht wurden, mit allen ihren persönlichen und militärischen Daten (Orte des Arbeitseinsatzes, Krankheiten und Lazarettaufenthalten, Impfungen, Fluchten, Bestrafungen u. ä.) in den Lagern auf sogenannten Personalkarten registriert und in Form von Zugangslisten an die Wehrmachtauskunftstelle (WASt) in Berlin gemeldet worden. Im Todesfall gingen diese Personalkarten zusammen mit anderen Unterlagen (z. B. Erkennungsmarken, Sterbefallnachweise, Abgangslisten usw.) nach Berlin, so dass die WASt jederzeit einen Überblick über sämtliche verstorbenen Kriegsgefangenen hatte, auch über die an die SS ausgelieferten Personen, die in Dachau ermordet wurden. Diese Unterlagen sowie weitere die Gefangenen betreffende Bestände wurden 1943 nach Meiningen ausgelagert und 1945 den sowjetischen Truppen übergeben; seither galten sie als verschollen.
Es ist den Historikern Reinhard Otto und Rolf Keller gelungen, einige Fragmente dieser Karteiunterlagen aufzufinden; einige von ihnen liegen in der Deutschen Dienststelle in Berlin, der Nachfolgerin der WASt. Der weitaus größte Teil aber befindet sich aber im Archiv des Verteidigungsministeriums der Russischen Föderation in Podolsk (ZAMO). Dieses wurde von den beiden Historikern bei mehreren Besuchen einer ersten Sichtung unterzogen.
Dabei stellte sich heraus, dass die Personalkarten der im Reich verstorbenen sowjetischen Soldaten (ca. 370.000) offensichtlich vollständig in diesem Archiv liegen. Dazu weitere Karteiunterlagen, Lazarettaufenthalte, Listen über Transporte in die bzw. aus den Kriegsgefangenenlager(n) sowie von Verstorbenen. Hinzu kommt eine gesonderte Kartei von 80.000 Offizieren. Über die Personalkarten sind auch umfangreiche Überstellungen in die verschiedenen Konzentrationslager nachweisbar. Die Karteiunterlagen erlauben in jedem Fall einen genauen Nachweis über den Verbleib eines jeden Gefangenen.

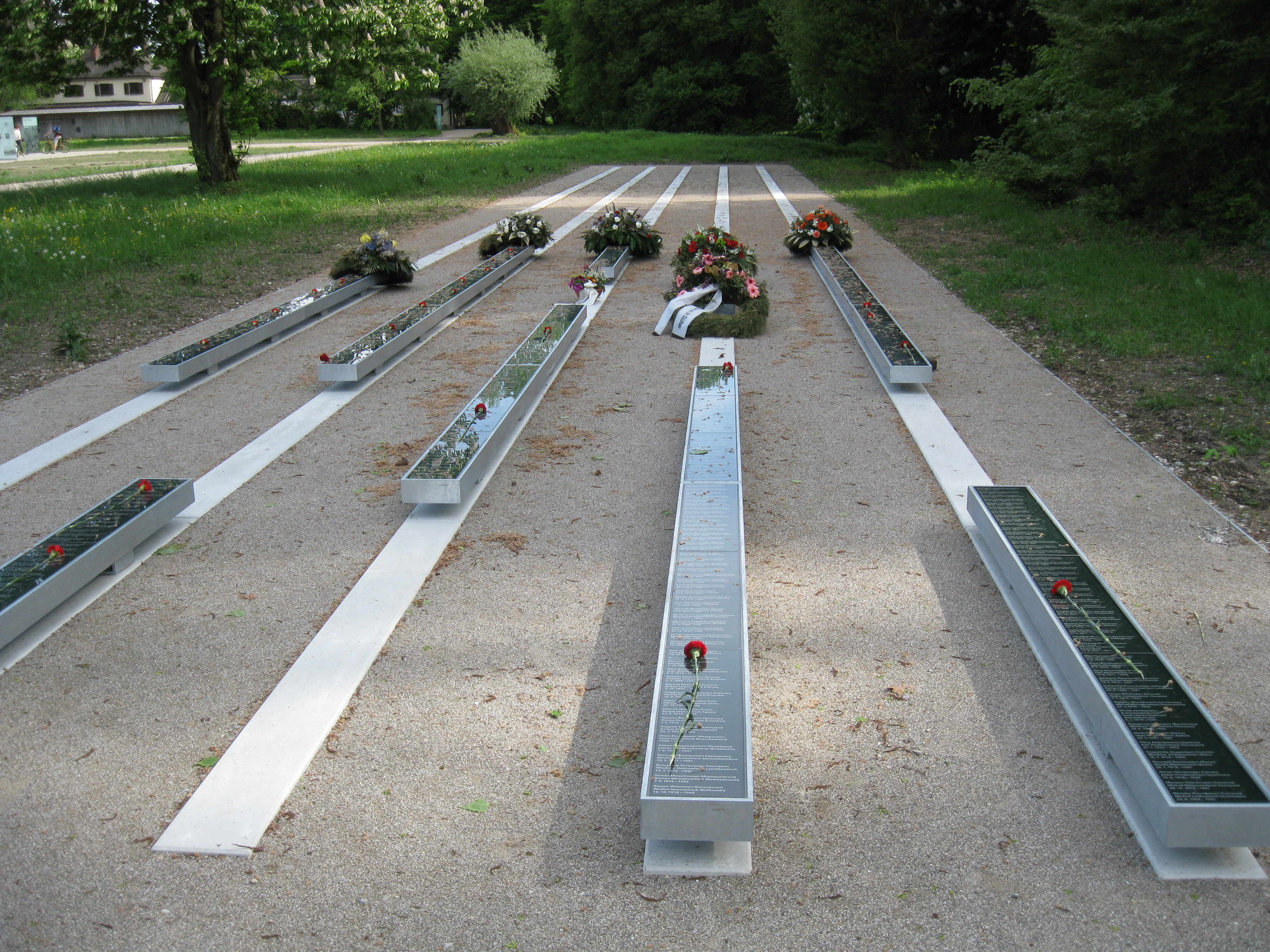
Namenstafeln in Hebertshausen

Diese Unterlagen wurden nach dem Krieg aus ihrer ursprünglichen Ordnung gerissen und völlig willkürlich zu neuen, jeweils etwa 100 Karteikarten umfassenden Aktenbänden zusammengebunden, ohne Einordnung etwa nach Lagern oder nach dem Alphabet. Die Offizierskartei ist nach dem russischen Alphabet neu geordnet worden.
Die KZ-Gedenkstätte Dachau geht davon aus, dass in Hebertshausen alleine langfristig 1500 bis 2000 Namen recherchiert werden können. Zurzeit befinden sich auf der Gedenktafeln in Hebertshausen 816 Namen.

### Bekanntgabe der Namen in der Zeitung Komsomolskaja Prawda
Die in der Zeitung „Komsomolskaja Prawda“ vom 16. Januar 2014 veröffentlichte Liste der 62-er sowjetischen Kriegsgefangenen, die auf dem Hebertshauser SS-Übungsschießplatz erschossen wurden, rief einen erheblichen Rückmeldungsfluss hervor. Einige Leser erfuhren erstmals nach 72 Jahren die grausame Wahrheit über ihre Verwandten.
Mit Tränen der Freude und des Erstaunens habe ich auf dieser gruseligen Liste die Zeile mit der Nummer 43 gelesen. Buschakow Leonid Nikolajewitsch ist mein Vater. Er wurde 1914 geboren und lebte in der Stadt Iwanowo in der Poletnaja Straße. Das medizinische Institut hatte er noch nicht abgeschlossen, als er in die sowjetische Armee eingezogen wurde und 1939 für den Militärdienst ins Belogorsk überwiesen wurde. Zu diesem Zeitpunkt war er schon mit meiner Mutter verheiratet. Sie warteten auf meine Geburt, aber am 22. Juni 1942 brachen alle Hoffnungen zusammen. Meine Mutter wurde mit dem Zug nach Osten geschickt. Nach der furchtbaren Fahrt unter dem Luftangriff am 10. August 1942 kam sie in Iwanowo an und am 15. August wurde ich geboren. In Kürze erhielt meine Mutter die schreckliche Nachricht, die ihr mitteilte, dass mein Vater unbekannt verschollen war. … Das ganze Leben lang suchten meine Mutter und ich nach seinen Spuren. Riesigen herzlichen Dank Ihnen für die Freude, Freude die unaufhörlich mit den Tränen begleitet wurde…
Aleksejewa (Buschkowa) Iraida Leonidowna, Stadt Wladimir

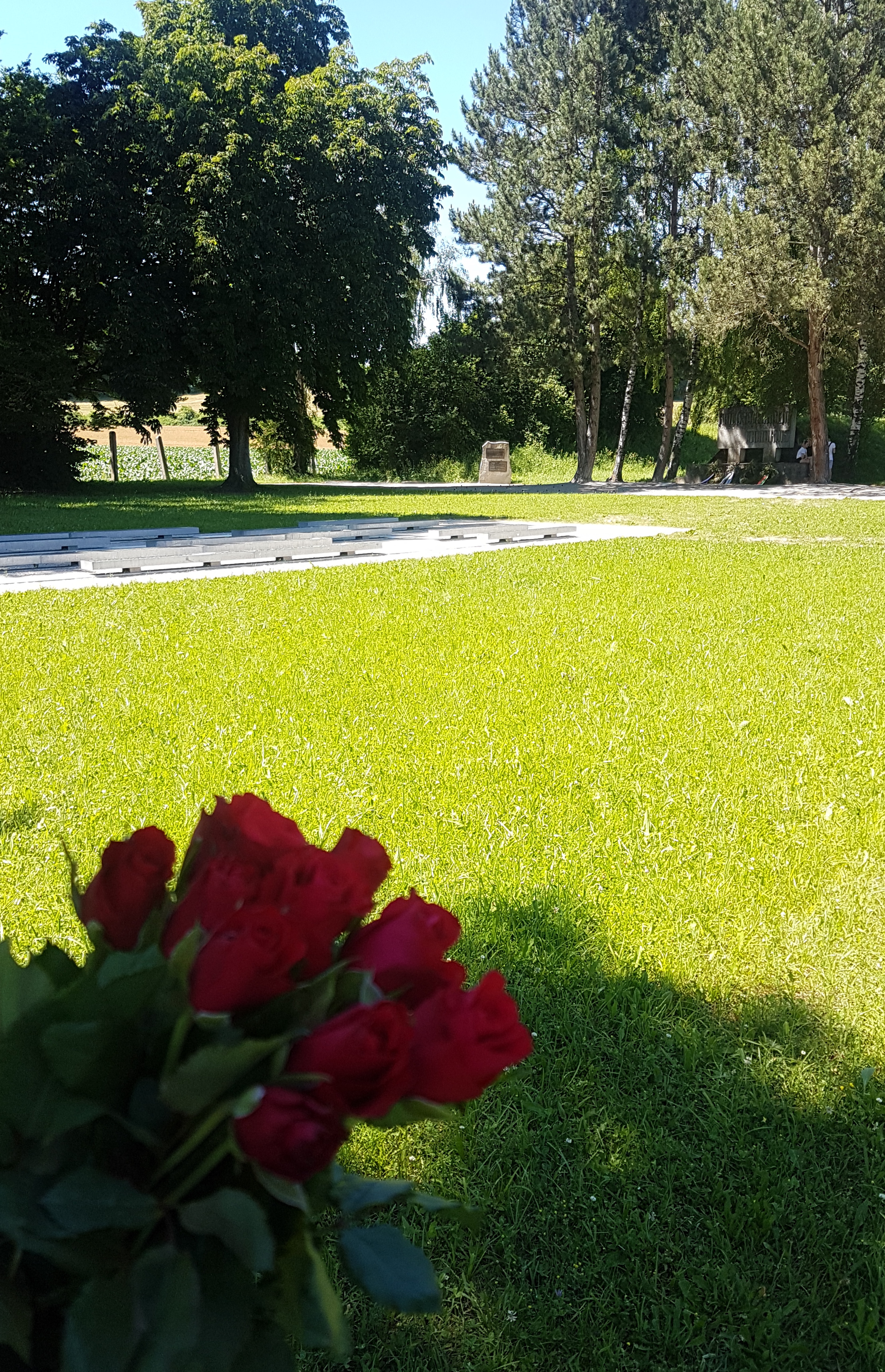
Blumen an der Gedenkstätte Hebertshausen, 2019

## Gedenkstätte des SS-Schießplatzes Hebertshausen
Das über 8 ha große Gelände wurde nach dem Krieg von den amerikanischen Truppen in Besitz genommen und weiter als Schießübungsplatz benutzt. Das Gelände wurde in den fünfziger Jahren an den Freistaat Bayern abgegeben und vom Finanzministerium verwaltet.
1964 wurde vor den Kugelfängen ein Gedenkstein des Künstlers Will Elfes aufgestellt, den die Lagergemeinschaft Dachau gestiftet hatte. Er wurde vom Finanzministerium nach kurzer Zeit von dort entfernt und am Eingangstor zum Schießplatz aufgestellt.
Nach 1997 reagierte das Finanzministerium auf öffentlichen Druck und das Gelände wurde an das Kulturministerium übertragen, welches es in die Obhut der Landeszentrale für politische Bildungsarbeit gab. In Folge wurde der 4 Tonnen schwere Gedenkstein wieder an seinen ursprünglichen Aufstellungsort zurückversetzt.
Lange Jahre wurde das brutale Verbrechen am SS-Schießplatz Hebertshausen aufgrund des Ost-West-Konflikts, der Annexion der Krim und der politischen Spannungen im Verhältnis zu Putins Russland aus der öffentlichen Wahrnehmung verdrängt.
Am 22. Juni 2011 wurden die menschlichen Überreste, die bei den Ausgrabungen gefunden worden waren, in einer kleinen Holzkiste im Boden vor dem großen Mahnmal in einer multireligiösen Feier mit Gebeten bestattet.
Am 2. Mai 2014 eröffnete die KZ-Gedenkstätte Dachau den neu gestalteten Gedenkort am ehemaligen „Schießplatz Hebertshausen“. Inzwischen sind einige mehrsprachige Hinweistafeln auf dem Gelände aufgestellt worden. Ausgehend von einer Mindestzahl von 4000 Opfern bieten die Fundamente mit einer Länge von 40 Metern Platz für die Namen aller Ermordeten. Die KZ-Gedenkstätte Dachau geht davon aus, dass langfristig 1500 bis 2000 Namen recherchiert werden können. Zurzeit befinden sich auf der Installation 816 Namen.
Die Generalkonsulate Russlands und der Ukraine in München haben den ehemaligen Schießplatz Hebertshausen inzwischen als Gedenkort für ihre gefallenen Soldaten angenommen. Jährlich findet an diesem Ort zum Gedenktag des Angriffs auf die Sowjetunion (Unternehmen Barbarossa) am 22. Juni eine Gedenkfeier statt. Außerdem findet hier jedes Jahr die Gedenkfeier zum Tag der Befreiung des Konzentrationslagers Dachau am 29. April statt.
Neben der Gedenkinstallation befindet sich das ehemalige SS-Wachhaus, das heute von der Stadt Dachau als Obdachlosenheim genutzt wird.